# ضحاک (اپرا)
ضَحاک - اپوس ۴۱ (به انگلیسی: Zahak - opus 41) نام یک اُپرا از آثار «لوریس چکناواریان» است. نوشتن این اثر پس از اجرای «اپرای رستم و سهراب» در سال ۱۹۹۸ میلادی در ارمنستان و بعد از آن در سال ۲۰۰۰ میلادی در ایران و با پیشنهاد «انوار» و «همایون مرادی» آغاز شده و در سال ۲۰۱۰ میلادی (۱۳۸۹ شمسی) به پایان رسیده‌است.
این اپرا یکی از ۴ اپرای چکناواریان است که براساس داستان‌های شاهنامهٔ فردوسی ساخته شده‌است. اپرای ضحاک هنوز اجرا نشده و چکناواریان آرزو دارد تا قبل از مرگ، اجرای اثرش را شاهد باشد.
این اپرا که در مقایسه با دیگر اپراهای چکناواریان به شکل مدرن‌تری نگاشته شده‌است، روایتگر داستان ضحاک از پایان پادشاهی جمشید تا حکومت ضحاک است.